# Guy Rivard
Guy Rivard (né le 1er août 1936 à Trois-Rivières) est un médecin et homme politique québécois.

## Biographie
Né à Trois-Rivières, Guy Rivard a étudié au Séminaire Saint-Joseph de Trois-Rivières, au Collège Jean-de-Brébeuf de Montréal et à la faculté de médecine de l'Université de Montréal où il est reçu médecin en 1961. Il se spécialise ensuite en pédiatrie et en maladies respiratoires (Université Yale, 1967). 

## Carrière hopistalo-universitaire
Guy Rivard pratique par la suite à l'hôpital Sainte-Justine en tant que pneumologue pédiatrique. Il enseigne à l'Université de Montréal ainsi qu'à l'Université du Québec à Trois-Rivières. 
Depuis la fin des années 1950, plusieurs hypothèses étaient émises sur les causes de la fibrose kystique du pancréas, alors une maladie totalement incurable. En 1963, la Canadian Cystic Fibrosis Foundation développe une antenne francophone parmi ses activités et sa directrice Yvonne Bernier offre alors au pédiatre Luc Chicoine d’ouvrir une consultation clinique à l’hôpital Sainte-Justine pour les jeunes patients atteints de cette maladie. 
Le plan proposé par Luc Chicoine est accepté. Guy Rivard, qui avait étudié la physiologie respiratoire durant 3 ans avec Dr Charles Cooks à New Haven, est partant pour seconder le pédiatre Roger Lasalle dans les opérations quotidiennes de la clinique. Devant l’importance grandissante accordée aux maladies respiratoires de l’enfant, en 1968, Guy Rivard est nommé chef du laboratoire de physiologie pulmonaire de son institution. Ses explorations de l’appareil respiratoire apportent une aide à l’évaluation et au traitement des maladies respiratoires de l’enfance, dont la fibrose kystique.  
De 1976 à 1980, le département de pédiatrie est dirigé par Luc Chicoine, le pneumologue André Lamarre a pris le relais à la clinique de fibrose kystique, Guy Rivard devient directeur des services professionnels à Sainte-Justine à Montréal tout en étant coordonnateur de l'enseignement universitaire à l'Université de Montréal durant la même période. Il est aussi adjoint au doyen de la Faculté de médecine de 1979 à 1982.
En 1982 il devient sous-ministre adjoint aux Affaires sociales dans l'administration québécoise, poste qu'il conserve jusqu'en 1984. Cette année-là il obtient le titre de professeur agrégé du Département d'administration de la santé de l'Université de Montréal.

### Carrière politique
Aux élections provinciales de 1985, Guy Rivard est élu député de Rosemont. Un peu plus de deux ans plus tard, en mars 1988, il accède au Conseil des ministres à titre de ministre délégué aux Affaires culturelles, responsable de l'application de la Charte de la langue française. Il occupe ce poste en pleine tourmente politique causée par le jugement de la Cour suprême du Canada invalidant des parties de la Charte concernant l'affichage commercial. Selon le journaliste Michel David, il était « beaucoup trop inexpérimenté » et « avait été rapidement dépassé » par ce « dossier aussi explosif ». En décembre 1988, il dépose au nom du gouvernement le projet de loi 178, visant à répondre au jugement de la Cour suprême en invoquant la clause « nonobstant » pour réguler l'affichage commercial. Il occupe par la suite trois autres postes de ministre délégué dans le gouvernement Bourassa: à la Technologie (mars-octobre 1989), à la Francophonie (octobre 1989 à mai 1992) et aux Affaires internationales, responsable de la Francophonie (mai 1992 à janvier 1994). Il ne se représente pas aux élections de 1994.

### Carrière après la politique
En 1994, Guy Rivard fonde la compagnie BioTransTech, spécialisée en transfert de technologie, et la dirige jusqu'en 2003. Il fonde aussi Groupe Santé International, société de gestion de services de santé. De 1999 à 2005, date de sa retraite, il dirige à titre de consultant plusieurs institutions de santé dans diverses régions du Québec.